# 何建军 (光学工程专家)
何建军，教授，美国光学学会会士，主要从事半导体光电子集成器件等方面的研究工作。入选中华人民共和国教育部第七批"长江学者"特聘教授，曾就读于浙江大学光学仪器工程系、巴黎第六大学。